# Drift (2022)
Drift ist ein US-amerikanischer Porno-Spielfilm der Regisseurin Kayden Kross. Er wurde bei den AVN Awards und bei den XBIZ Awards im Jahr 2023 mit vielen Preisen ausgezeichnet.

## Handlung
Drift dient als Mikrokosmos der wahren Geschichte, die in Maitland Wards Memoiren erzählt werden.

## Trivia
In Zusammenarbeit mit der dreimal als AVN-Regisseurin des Jahres ausgezeichneten Kayden Kross wurde der neue fünfteilige Spielfilm für Erwachsene parallel zum ersten Buch des Stars Maitland Ward erstellt, der am 6. September 2022 mit dem Titel Rated X: How Porn Liberated Me from Hollywood erschien. Die Geschichte dient als metaphorische Parallele zu Maitlands Reise von Hollywood zum Triple-X-Star und wurde auch auf der Website von VMG, Deeper.com, veröffentlicht.
Drift ist von Oliver Stones Natural Born Killers und Blue Velvet von David Lynch beeinflusst und fügt Ästhetik in die Welt von Wards früherer Arbeit an der Mistress-Maitland-Serie ein. Der Film spielt mit der Idee, für die Öffentlichkeit zu leben und die Standards der von Hollywood auferlegten Persönlichkeiten zu erfüllen, während im Schatten Momente der Authentizität gestohlen werden. Tagsüber ist Maitland Americas Sweetheart, eine charmante Rom-Com-Schauspielerin der A-Liste, aber nachts jagt sie die Risiken, die den Bedürfnissen dessen entsprechen, wer sie wirklich ist.

## Auszeichnungen
- 2023: AVN Award – Best Leading Actress (Maitland Ward)
- 2023: AVN Award – Outstanding Directing – Individual Work
- 2023: XBIZ Award – Best Sex Scene – Feature Movie (Mick Blue, Seth Gamble und Maitland Ward),